# 夏瑞芳

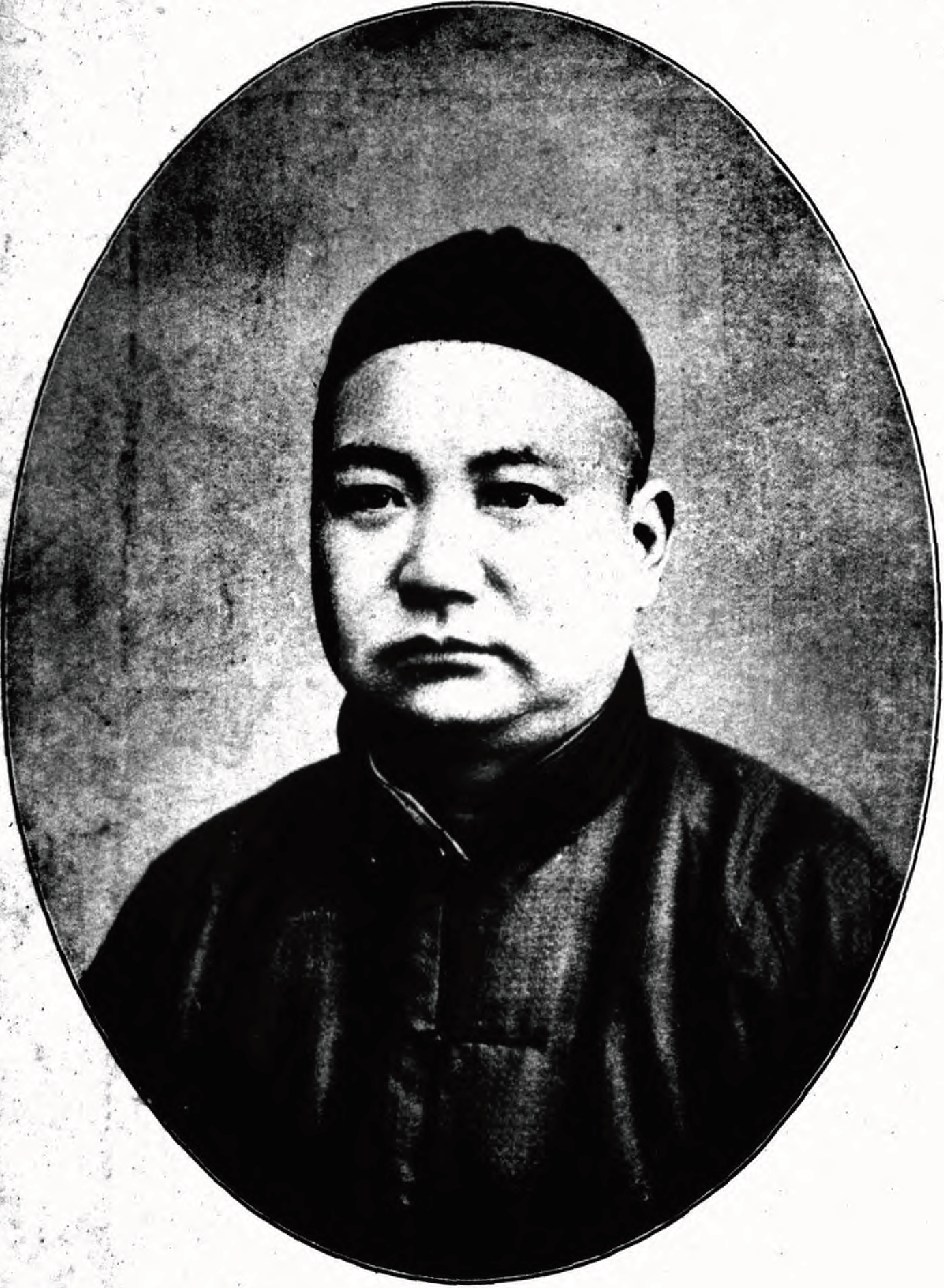
夏瑞芳

夏瑞芳（1871年—1914年1月10日），字粹芳。江苏青浦（今上海市）人，近代印刷出版业人物，商务印书馆的创办人之一。

## 生平
夏瑞芳生于1871年，11岁随帮佣的母亲到上海，信奉基督教。后来成为多家报社的排字工。1897年，与同班同学鲍咸昌、鲍咸恩、高凤池合伙创办商务印书馆，夏瑞芳任经理。
1914年1月10日，夏瑞芳因为反对“沪军督陈其美驻兵闸北”，在上海遇刺身亡，享年43岁。

## 家庭
夏瑞芳和其妻鮑翠玉育有一子八女，子女皆有成就。長子夏鹏 (企业家)(1897-1976)，畢業於美国沃顿商学院，曾任商務印書館經理、上海銀行董事等職。夏鵬與香港世家吳思卿小姐結婚時，女儐相其中一人為宋美齡。夏鵬長女夏連蔭，哥倫比亞大學碩士，研究中國近代史。